# Khasa
Khasa — autochtoniczny lud pochodzenia indoeuropejskiego, zamieszkujący południowe stoki centralnych Himalajów od Kangry po środkowy Nepal. Podzieleni są na liczne dźati (kasty zawodowe. Od ich języka, nazywanego khas kura, wywodzi się współczesny język nepalski.